# Jan Paul Strömbeck
Jan Paul Strömbeck, född 29 augusti 1896 i Valbo socken, Gävleborgs län, död 5 augusti 1955, var en svensk läkare.
Strömbeck blev medicine kandidat 1919, medicine licentiat 1924, medicine doktor 1932, docent i kirurgi 1933, allt vid Karolinska institutet i Stockholm, och professor i kirurgi vid Lunds universitet 1939. Han författade skrifter om mesenterialkörtelaffektioner (1932), terminal ileit (1937), kärl- och bukkirurgi samt allmän kirurgi. Han var inspektor för Kristianstads nation i Lund 1947–49.